# Norská hokejová reprezentace
Norská hokejová reprezentace patří mezi národní reprezentační mužstva v ledním hokeji. V současnosti hraje v elitní skupině mistrovství světa. Norové se v poslední době dostávají mezi nejužší světovou špičku. Na mistrovství světa v roce 2011 si připsali dosud největší úspěch, kde skončili na 6. místě. Podruhé v historii postoupili do čtvrtfinále, kde podlehli Finům, ale díky skvělým výsledkům v základní části, kde porazili mj. Švédsko nebo Švýcarsko skončili celkově šestí. Nejlepší umístění od zavedení systému play-off posunulo seveřany na deváté místo v Žebříčku IIHF. Tým spadá pod Norskou hokejovou federaci (Norges Ishockeyforbund). 

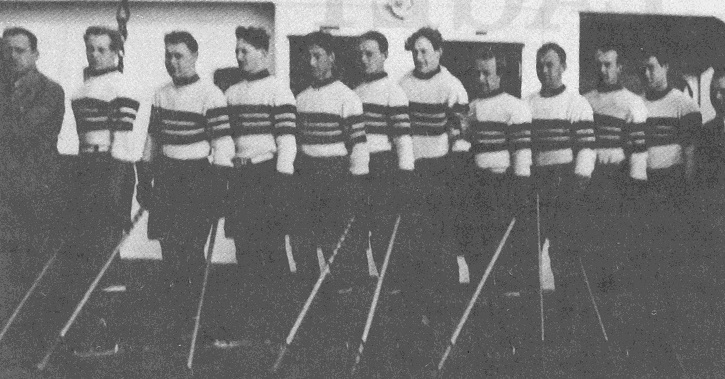
Norské hokejové mužstvo na MS 1937

## Zimní olympijské hry
| Hokej na ZOH | Místo ZOH                 | Umístění  | Soupisky |
| ------------ | ------------------------- | --------- | -------- |
| ZOH – 1968   | Francie Grenoble          | 11. místo | Soupiska |
| ZOH – 1972   | Japonsko Sapporo          | 8. místo  | Soupiska |
| ZOH – 1976   | Rakousko Innsbruck        | Ne        |          |
| ZOH – 1980   | USA Lake Placid           | 11. místo | Soupiska |
| ZOH – 1984   | Jugoslávie Sarajevo       | 12. místo | Soupiska |
| ZOH – 1988   | Kanada Calgary            | 12. místo | Soupiska |
| ZOH – 1992   | Francie Albertville       | 9. místo  | Soupiska |
| ZOH – 1994   | Norsko Lillehammer        | 11. místo | Soupiska |
| ZOH – 1998   | Japonsko Nagano           | Ne        |          |
| ZOH – 2002   | USA Salt Lake City        | Ne        |          |
| ZOH – 2006   | Itálie Turín              | Ne        |          |
| ZOH – 2010   | Kanada Vancouver          | 10. místo | Soupiska |
| ZOH – 2014   | Rusko Soči                | 12. místo | Soupiska |
| ZOH – 2018   | Jižní Korea Pchjongčchang | 8. místo  | Soupiska |

## Mistrovství světa
- divize D1

| Hokej na MS  | Místo turnaje                               | Umístění                                      | Soupisky                         |
| ------------ | ------------------------------------------- | --------------------------------------------- | -------------------------------- |
| MS – 1992    | ČSFR (Praha, Bratislava)                    | 10. místo                                     | Soupiska                         |
| MS – 1993    | SRN (Dortmund, Mnichov)                     | 11. místo                                     | Soupiska                         |
| MS – 1994    | Itálie (Canezei, Bolzano, Milán)            | 11. místo                                     | Soupiska                         |
| MS – 1995    | Švédsko (Stockholm)                         | 10. místo                                     | Soupiska                         |
| MS – 1996    | Rakousko (Vídeň)                            | 9. místo                                      | Soupiska                         |
| MS – 1997    | Finsko (Helsinky, Turku, Tampere)           | 12. místo – sestup                            | Soupiska                         |
| MS – 1998    | Slovinsko                                   | 5. místo sk. B – postup díky pořádání MS 1999 |                                  |
| MS – 1999    | Norsko (Hamar, Lillehammer, Oslo)           | 12. místo                                     |                                  |
| MS – 2000    | Rusko (Petrohrad)                           | 10. místo                                     | Soupiska                         |
| MS – 2001    | Německo (Norimberk, Kolín nad Rýnem)        | 15. místo (sestup)                            |                                  |
| MS – 2002 D1 | Maďarsko                                    | Bronzová medaile                              |                                  |
| MS – 2003 D1 | Chorvatsko                                  | místo (postup)                                |                                  |
| MS – 2004 D1 | Norsko                                      | Stříbrná medaile                              |                                  |
| MS – 2005 D1 | Maďarsko                                    | místo (postup)                                |                                  |
| MS – 2006    | Lotyšsko (Riga)                             | 11. místo                                     |                                  |
| MS – 2007    | Rusko (Moskva, Petrohrad)                   | 14. místo                                     |                                  |
| MS – 2008    | Kanada (Québec, Halifax)                    | 8. místo                                      |                                  |
| MS – 2009    | Švýcarsko (Bern, Kloten)                    | 11. místo                                     |                                  |
| MS – 2010    | Německo (Kolín nad Rýnem a Mannheim)        | 9. místo                                      |                                  |
| MS – 2011    | Slovensko                                   | 6. místo                                      | Soupiska                         |
| MS – 2012    | Finsko a Švédsko                            | 8. místo                                      | Soupiska                         |
| MS – 2013    | Švédsko a Finsko                            | 10. místo                                     | Soupiska                         |
| MS – 2014    | Bělorusko (Minsk)                           | 12. místo                                     | Soupiska                         |
| MS – 2015    | Česko (Praha, Ostrava)                      | 11. místo                                     | Soupiska                         |
| MS – 2016    | Rusko (Moskva, Petrohrad)                   | 10. místo                                     | Soupiska                         |
| MS – 2017    | Německo (Kolín nad Rýnem) a Francie (Paříž) | 11. místo                                     | Soupiska                         |
| MS – 2018    | Dánsko (Herning)                            | 13. místo                                     | Soupiska                         |
| MS – 2019    | Slovensko (Bratislava, Košice)              | 12. místo                                     | Soupiska                         |
| MS – 2020    | Švýcarsko (Curych, Lausanne)                | Zrušeno kvůli pandemii covidu-19              | Zrušeno kvůli pandemii covidu-19 |
| MS – 2021    | Lotyšsko (Riga)                             | 13. místo                                     | Soupiska                         |
| MS – 2022    | Finsko Helsinky a Tampere                   | 13. místo                                     | Soupiska                         |
| MS – 2023    | Lotyšsko a Finsko (Riga, Tampere)           | 12. místo                                     | Soupiska                         |
| MS – 2024    | Česko (Praha, Ostrava)                      | 11. místo                                     | Soupiska                         |
| MS – 2025    | Švédsko a Dánsko (Stockholm, Herning)       | 12. místo                                     | Soupiska                         |

## Galerie dresů reprezentace
| 1964–1969 | 1970–1972 | MS 1973–1977 | 1978–1983 | MS 1985–1987 | MS 1989–1990 |
|           |           |              |           |              |              |

| 1990–1993 | ZOH 1994 | MS 1995 | MS 1996–1997 | MS 1998 | MS 1999–2005 |
|           |          |         |              |         |              |

| MS 2009–2013 | ZOH 2010 | ZOH 2014 | ZOH 2018 | MS 2022 |
|              |          |          |          |         |